# Саакян, Мария Сергеевна
Мари́я Серге́евна Саакя́н (арм. Սահակյան, Մարիա Սերգեյի , 24 июля 1980 года, Ереван, Армянская ССР, СССР — 28 января 2018 года, Москва, Россия) — российский кинорежиссёр, сценарист и монтажёр.

## Биография
Родилась 1980 году в Ереване. Внучка армянской поэтессы Сэды Вермишевой. В 1993 году вместе с семьёй переехала в Москву. В 1996 поступила во ВГИК, факультет режиссуры кино и телевидения, мастерская Владимира Кобрина.
«Прощание» — дипломная работа при окончании ВГИКа в 2003 году. Фильм показан в программе на Международном кинофестивале в Оберхаузене, Международном кинофестивале «Premier Plans Angers» во Франции, официальной программе Роттердамского кинофестиваля в Голландии, на Telluride Film Festival и других. Был удостоен Гран-При фестиваля «Золотой абрикос» в Ереване, специального упоминания Международного Кинофестиваля в городе Фано, получил приз от компании «Кодак» на фестивале ВГИК и диплом фестиваля «Святая Анна».
Мария — мать пятерых детей, муж — американец армянского происхождения.
Скончалась 28 января 2018 года от онкологического заболевания.

## Фильмография

### Режиссёр
- 2004 — «Прощание» (короткометражка)
- 2006 — «Маяк»
- 2012 — «Это не я»
- 2012 — «Энтропия»
- 2013 — «Чеснок, лук и перец»

### Сценарист
- 2004 — «Прощание»
- 2012 — «Это не я»

### Монтажёр
- 2004 — «Прощание»
- 2012 — «Это не я»
- 2012 — «Энтропия»
- 2015 — «Хани мани»

## Награды
- 2006 — Приз союза армянских кинематографистов за фильм «Маяк» (Ереванский кинофестиваль «Золотой Абрикос 2006»)
- 2012 — Приз им. Саввы Кулиша «За творческий поиск» за фильм «Энтропия» (кинофестиваль «Окно в Европу»)
- 2013 — Национальная кинопремия Армении «Айак» за фильм «Это не я»
- 2013 — Приз «Золотой абрикос» за лучший художественный фильм в номинации «Армянская панорама»  за фильм «Это не я» (Ереванский кинофестиваль)